# Myrmosicarius biarticulatus
Myrmosicarius biarticulatus är en tvåvingeart som beskrevs av Borgmeier 1931. Myrmosicarius biarticulatus ingår i släktet Myrmosicarius och familjen puckelflugor. Inga underarter finns listade i Catalogue of Life.